# Championnat d'Europe de football des moins de 19 ans 2017
Cet article traite de l'épreuve masculine. Pour la compétition féminine, voir Championnat d'Europe de football féminin des moins de 19 ans 2017.
Navigation
Euro 2016 Euro 2018
La phase finale du 66e Championnat d'Europe de football des moins de 19 ans se déroule en Géorgie en juillet 2017. Les joueurs nés après le 1er janvier 1998 peuvent participer à cette compétition.

## Qualifications
Les qualifications se disputent sur deux tours, uniquement par groupes de 4 équipes. Chaque groupe se joue sur le terrain unique de l'une des quatre équipes qui en fait partie, en tournoi toutes rondes simple. Le premier tour de qualification comprend 13 groupes (52 équipes), le second tour comprend 7 groupes (28 équipes). Outre la Géorgie, qualifiée d'office pour la phase finale en tant que pays organisateur, l'Espagne est exemptée de premier tour au bénéfice de sa première place au classement européen de la catégorie et fait donc son entrée en lice au second (tour élite).

### Premier tour de qualification
Les deux premiers de chaque groupe (26 équipes) sont qualifiés pour le « tour élite » ainsi que le meilleur troisième de groupe en tenant compte des résultats contre les 2 premiers du groupe, qui est repêché.

### Tour Élite
Le second tour concerne 28 équipes, dont l'Espagne qui fait son entrée dans la compétition. Les sept vainqueurs de poule se qualifient pour la phase finale.

## Phase finale
Qualifiés
| - Géorgie (qualifiée d'office) - Angleterre - Bulgarie - Tchéquie | - Pays-Bas - Portugal - Allemagne - Suède |

Les équipes sont réparties en deux groupes de quatre où chaque équipe se rencontre une seule fois. Les deux premiers se qualifient pour les demi-finales. Le classement se fait sur :
- Le nombre de points  ;
- La différence de buts générale  ;
- Le nombre de buts marqués  ;
- Le résultat du match entre les équipes ex æquo

### Groupe A
| Rang | Équipe   | Pts | J | G | N | P | Bp | Bc | Diff |
| ---- | -------- | --- | - | - | - | - | -- | -- | ---- |
| 1    | Portugal | 7   | 3 | 2 | 1 | 0 | 5  | 3  | +2   |
| 2    | Tchéquie | 6   | 3 | 2 | 0 | 1 | 5  | 3  | +2   |
| 3    | Géorgie  | 3   | 3 | 1 | 0 | 2 | 2  | 4  | -2   |
| 4    | Suède    | 1   | 3 | 0 | 1 | 2 | 4  | 6  | -2   |

### Groupe B
| Rang | Équipe     | Pts | J | G | N | P | Bp | Bc | Diff |
| ---- | ---------- | --- | - | - | - | - | -- | -- | ---- |
| 1    | Angleterre | 9   | 3 | 3 | 0 | 0 | 7  | 1  | +6   |
| 2    | Pays-Bas   | 4   | 3 | 1 | 1 | 1 | 5  | 3  | +2   |
| 3    | Allemagne  | 3   | 3 | 1 | 0 | 2 | 5  | 8  | -3   |
| 4    | Bulgarie   | 1   | 3 | 0 | 1 | 2 | 1  | 6  | -5   |

### Tableau final
|  | Demi-finales         | Demi-finales         |          |   | Finale           | Finale           |
|  | Demi-finales         | Demi-finales         |          |   | Finale           | Finale           |
|  |                      |                      |          |   |                  |                  |
|  | 12 juillet, Tbilissi | 12 juillet, Tbilissi |          |   | 15 juillet, Gori | 15 juillet, Gori |
|  | 12 juillet, Tbilissi | 12 juillet, Tbilissi |          |   | 15 juillet, Gori | 15 juillet, Gori |
|  | Portugal             | 1                    |          |   | 15 juillet, Gori | 15 juillet, Gori |
|  | Portugal             | 1                    |          |   | 15 juillet, Gori | 15 juillet, Gori |
|  | Pays-Bas             | 0                    |          |   | 15 juillet, Gori | 15 juillet, Gori |
|  | Pays-Bas             | 0                    | Portugal | 1 |                  |                  |
|  | 12 juillet, Tbilissi |                      | Portugal | 1 |                  |                  |
|  |                      | Angleterre           | 2        |   |                  |                  |
|  | Angleterre           | Angleterre           | 2        | 1 |                  |                  |
|  | Angleterre           |                      |          | 1 |                  |                  |
|  | Tchéquie             | 0                    |          |   |                  |                  |
|  | Tchéquie             | 0                    |          |   |                  |                  |

#### Demi-finales
| 12 juillet 2017 | Portugal             | 1 - 0 | Pays-Bas | Stade David-Petriashvili, Tbilissi                          |                                                             |
| 15 h            | Gedson Fernandes 24e |       |          | Spectateurs : 352 Arbitrage : Mads-Kristoffer Kristoffersen | Spectateurs : 352 Arbitrage : Mads-Kristoffer Kristoffersen |
| 15 h            | Rapport              |       |          | Spectateurs : 352 Arbitrage : Mads-Kristoffer Kristoffersen | Spectateurs : 352 Arbitrage : Mads-Kristoffer Kristoffersen |

| 12 juillet 2017 | Angleterre         | 1 - 0 | Tchéquie | Stade Mikheil-Meskhi, Tbilissi             |                                            |
| 18 h            | Lukas Nmecha 90+3e |       |          | Spectateurs : 762 Arbitrage : Davide Massa | Spectateurs : 762 Arbitrage : Davide Massa |
| 18 h            | Rapport            |       |          | Spectateurs : 762 Arbitrage : Davide Massa | Spectateurs : 762 Arbitrage : Davide Massa |

#### Finale
| 15 juillet 2017 | Portugal                 | 1 - 2   | Angleterre                           | Stade Tengiz-Burjanadze, Gori                    |                                                  |
| 18 h            | Dujon Sterling 56e (csc) | (0 - 0) | Easah Suliman 50e · Lukas Nmecha 68e | Spectateurs : 4 100 Arbitrage : Srdjan Jovanović | Spectateurs : 4 100 Arbitrage : Srdjan Jovanović |
| 18 h            | Rapport                  |         |                                      | Spectateurs : 4 100 Arbitrage : Srdjan Jovanović | Spectateurs : 4 100 Arbitrage : Srdjan Jovanović |